# Saint-Thurien (Eure)
Saint-Thurien is een plaats en voormalige gemeente in het Franse departement Eure (regio Normandië) en telt 198 inwoners (1999). De plaats maakt deel uit van het arrondissement Bernay. Saint-Thurien is op 1 januari 2019 gefuseerd met de gemeenten Fourmetot en Saint-Ouen-des-Champs tot de gemeente Le Perrey. 

## Geografie
De oppervlakte van Saint-Thurien bedraagt 5,3 km², de bevolkingsdichtheid is 37,4 inwoners per km².
De onderstaande kaart toont de ligging van Saint-Thurien (Eure) met de belangrijkste infrastructuur en aangrenzende gemeenten.

## Demografie
Onderstaande figuur toont het verloop van het inwonertal (bron: INSEE-tellingen).